# Чжэнчжоу
Чжэнчжо́у (кит. трад. 鄭州, упр. 郑州, пиньинь Zhèngzhōu) — городской округ, административный центр провинции Хэнань КНР. Название означает «область Чжэн»; так называлась административная единица, существовавшая в этих местах в Средние века. На китайском языке город сокращённо называется Чжэн, в древности его называли «Шанской столицей», а в настоящее время о нём также часто говорят как о «зелёном городе». Чжэнчжоу является одной из десяти древних столиц Китая, городом исторического и культурного значения Китая, национальным урбанистическим центром, мегагородом КНР (поскольку насчитывает больше 5 и меньше 10 млн жителей), интегрированным транспортным узлом национального значения. 
Чжэнчжоу — главный железнодорожный, авиационный, автомагистральный, электроэнергетический и почтово-телекоммуникационный узел провинции. Экономическая всесторонне-экспериментальная зона аэропорта Чжэнчжоу первой в стране вошла в национальную стратегию. Чжэнчжоу является единственным в стране «двойным крестом» в системе обычных и высокоскоростных железных дорог Китая, а также представителем первой партии городов экспериментальной трансграничной электронной коммерции и точкой прямого подключения к опорной сети Интернета национального значения.

## География

### Климат
В Чжэнчжоу влажный субтропический климат (CWA по классификации климата Кеппена) с прохладной сухой зимой и жарким влажным летом. Весна и осень сухие и несколько короче календарных. Среднегодовая температура 14,4 °C с ежемесячной среднесуточной температурой от 0,1 °C в январе до 27,0 °C в июле. Безморозный период длится в среднем 220 дней.
Осадки определяются восточно-азиатским муссоном. Зимой, из-за устанавливающегося севернее Сибирского антициклона, область получает мало осадков. В течение летнего сезона город часто страдает от тропических депрессий, которые приносят дополнительные осадки. Солнцесияние 2200 часов в год.
| Показатель                                    | Янв. | Фев. | Март | Апр. | Май  | Июнь | Июль | Авг. | Сен. | Окт. | Нояб. | Дек. | Год  |
| --------------------------------------------- | ---- | ---- | ---- | ---- | ---- | ---- | ---- | ---- | ---- | ---- | ----- | ---- | ---- |
| Средний суточный максимум, °C                 | 5,7  | 8,6  | 14,0 | 21,7 | 27,2 | 31,6 | 31,8 | 30,5 | 26,7 | 21,5 | 14,1  | 8,0  | 20,1 |
| Средний суточный минимум, °C                  | −4,3 | −1,9 | 2,9  | 9,5  | 14,7 | 19,8 | 22,8 | 21,7 | 16,2 | 9,9  | 3,1   | −2,4 | 9,3  |
| Норма осадков, мм                             | 9    | 12   | 29   | 40   | 58   | 63   | 156  | 113  | 77   | 45   | 22    | 10   | 632  |
| Источник: China Meteorological Administration |      |      |      |      |      |      |      |      |      |      |       |      |      |

## История
На месте современного Чжэнчжоу находилась одна из столиц протогосударства Шан, предположительно Аоду (隞都). Этот факт был забыт вплоть до второй половины XX века, когда стены столиц были обнаружены в результате археологических раскопок (см. Культура Эрлиган).
В эпоху Западной Чжоу в 1046 году до н. э. чжоуский ван выделил в этих местах удел своему младшему брату Гуань Шу — так появилось царство Гуань. Также на этих землях находились царства Цзюй, Дунго, Цзи. В 770 году до н. э. эти места были захвачены царством Чжэн — с той поры в местных названиях и стал использоваться топоним «Чжэн». В 765 году чжэнский У-гун перенёс на место бывшего царства Гуань столицу Чжэн, которую назвали Синьчжэн (新郑, «новый Чжэн»).
В 375 году до н. э. царство Чжэн было завоёвано царством Хань, которое также перенесло столицу в Синьчжэн. В 230 году до н. э. царство Хань было завоёвано царством Цинь, создавшим первую в истории Китая централизованную империю.
В империи Цинь на этих землях были созданы уезды Синъянсянь (荥阳县), Гунсянь (巩县) и Цзинсянь (京县), подчинённые округу Саньчуань (三川郡), а Синьчжэн был подчинён округу Инчуань (颍川郡). В 208 году до н. э. в этих местах началось восстание Чэнь Шэна и У Гуана, которое в итоге охватило весь Китай и привело к свержению империи Цинь и созданию империи Хань. При империи Хань здесь был создан ещё и уезд Мисянь (密县).
В эпоху Троецарствия в этих местах (на территории уезда Чжунму) состоялась битва при Гуаньду.
При империи Северная Вэй в 423 году была образована область Синчжоу (荥州). При империи Суй в 581 году она была переименована в Чжэнчжоу, а в 596 году из неё была выделена область Гуаньчжоу (管州). При империи Тан в 621 году из области Чжэнчжоу был выделен город Гуаньчэн (管城), в который с 633 года переехали власти области. В 742 году область Чжэнчжоу была переименована в округ Синъян (荥阳郡), но её власти по-прежнему оставались в Гуаньчэне.
При империи Мин эти земли были подчинены Кайфэнской управе (开封府). Когда в конце существования империи Мин началась крестьянская война, то именно в этих местах 13 повстанческих вождей в 1635 году договорились о совместных действиях.
Когда в конце существования империи Цин в Китае началось строительство железных дорог, то в этих местах пересеклись идущая с севера на юг Пинханьская железная дорога, и идущая с запада на восток Лунхайская железная дорога, образовав важный транспортный узел.
После Синьхайской революции в Китае была проведена реформа структуры административного деления, и области были упразднены, вместо области Чжэнчжоу был образован уезд Чжэнсянь (郑县). В 1920 году Бэйянское правительство решило создать в уезде Чжэнсянь торговый порт, который был официально открыт в 1923 году. В 1928 году Фэн Юйсян сделал уезд Чжэнсянь городом Чжэнчжоу, но в 1931 году после войны центральных равнин город Чжэнчжоу был опять преобразован в уезд Чжэнсянь. В 1938 году китайское правительство чтобы остановить продвижение японцев на запад вдоль Лунхайской железной дороги разрушило дамбу на Хуанхэ и затопило эту местность.
В ходе гражданской войны эти места были взяты коммунистами в октябре 1948 года. В 1949 году из уезда Чжэнсянь был выделен город Чжэнчжоу, подчинённый напрямую властям провинции Хэнань; в этом же году были образованы Специальный район Чжэнчжоу (郑州专区) и Специальный район Чэньлю (陈留专区, в его состав вошёл уезд Чжунму современного городского округа Чжэнчжоу). В 1952 году Специальный район Чэньлю был присоединён к Специальному району Чжэнчжоу. В 1953 году уезд Чжэнсянь был преобразован в Пригородный район Чжэнчжоу. В октябре 1954 года власти провинции Хэнань переехали из Кайфэна в Чжэнчжоу. В 1955 году власти Специального района Чжэнчжоу переехали из Чжэнчжоу в Кайфэн, и он был переименован в Специальный район Кайфэн (开封专区). В 1958 году уезды Синьчжэн, Мисянь, Дэнфэн, Гунсянь и Синъян были переданы из состава Специального района Кайфэн в подчинение Чжэнчжоу, но в 1961 году возвращены обратно. В 1970 году Специальный район Кайфэн был переименован в Округ Кайфэн (开封地区). В 1971 году уезд Синъян был окончательно передан из состава Округа Кайфэн в подчинение Чжэнчжоу. В 1983 году был расформирован Округ Кайфэн, и уезды Синьчжэн, Мисянь, Дэнфэн, Гунсянь и Чжунму были окончательно переданы в состав Чжэнчжоу.
С 1 января 2014 года городской уезд Гунъи был выведен из состава Чжэнчжоу и перешёл в прямое подчинение властям провинции Хэнань.

## Административно-территориальное деление
Городской округ Чжэнчжоу делится на 6 районов, 4 городских уезда, 1 уезд:
| Карта                                                                                | Статус                  | Название                | Площадькм² | Население (2010) |
| ------------------------------------------------------------------------------------ | ----------------------- | ----------------------- | ---------- | ---------------- |
| Чжунъюань Эрци Гуаньчэн Цзиньшуй Шанцзе Хуэйцзи Чжунму Синъян Синьми Синьчжэн Дэнфэн | Район                   | Цзиньшуй                | 242        | 1 588 611        |
| Чжунъюань Эрци Гуаньчэн Цзиньшуй Шанцзе Хуэйцзи Чжунму Синъян Синьми Синьчжэн Дэнфэн | Район                   | Эрци                    | 159        | 712 597          |
| Чжунъюань Эрци Гуаньчэн Цзиньшуй Шанцзе Хуэйцзи Чжунму Синъян Синьми Синьчжэн Дэнфэн | Район                   | Хуэйцзи                 | 206        | 269 561          |
| Чжунъюань Эрци Гуаньчэн Цзиньшуй Шанцзе Хуэйцзи Чжунму Синъян Синьми Синьчжэн Дэнфэн | Гуаньчэн-Хуэйский район | Гуаньчэн-Хуэйский район | 204        | 645 888          |
| Чжунъюань Эрци Гуаньчэн Цзиньшуй Шанцзе Хуэйцзи Чжунму Синъян Синьми Синьчжэн Дэнфэн | Район                   | Чжунъюань               | 195        | 905 430          |
| Чжунъюань Эрци Гуаньчэн Цзиньшуй Шанцзе Хуэйцзи Чжунму Синъян Синьми Синьчжэн Дэнфэн | Район                   | Шанцзе                  | 64,7       | 131 540          |
| Чжунъюань Эрци Гуаньчэн Цзиньшуй Шанцзе Хуэйцзи Чжунму Синъян Синьми Синьчжэн Дэнфэн | Городской уезд          | Синъян                  | 908        | 613 761          |
| Чжунъюань Эрци Гуаньчэн Цзиньшуй Шанцзе Хуэйцзи Чжунму Синъян Синьми Синьчжэн Дэнфэн | Городской уезд          | Синьчжэн                | 873        | 758 079          |
| Чжунъюань Эрци Гуаньчэн Цзиньшуй Шанцзе Хуэйцзи Чжунму Синъян Синьми Синьчжэн Дэнфэн | Городской уезд          | Дэнфэн                  | 1220       | 668 592          |
| Чжунъюань Эрци Гуаньчэн Цзиньшуй Шанцзе Хуэйцзи Чжунму Синъян Синьми Синьчжэн Дэнфэн | Городской уезд          | Синьми                  | 1001       | 797 200          |
| Чжунъюань Эрци Гуаньчэн Цзиньшуй Шанцзе Хуэйцзи Чжунму Синъян Синьми Синьчжэн Дэнфэн | Уезд                    | Чжунму                  | 1393       | 727 389          |

## Экономика

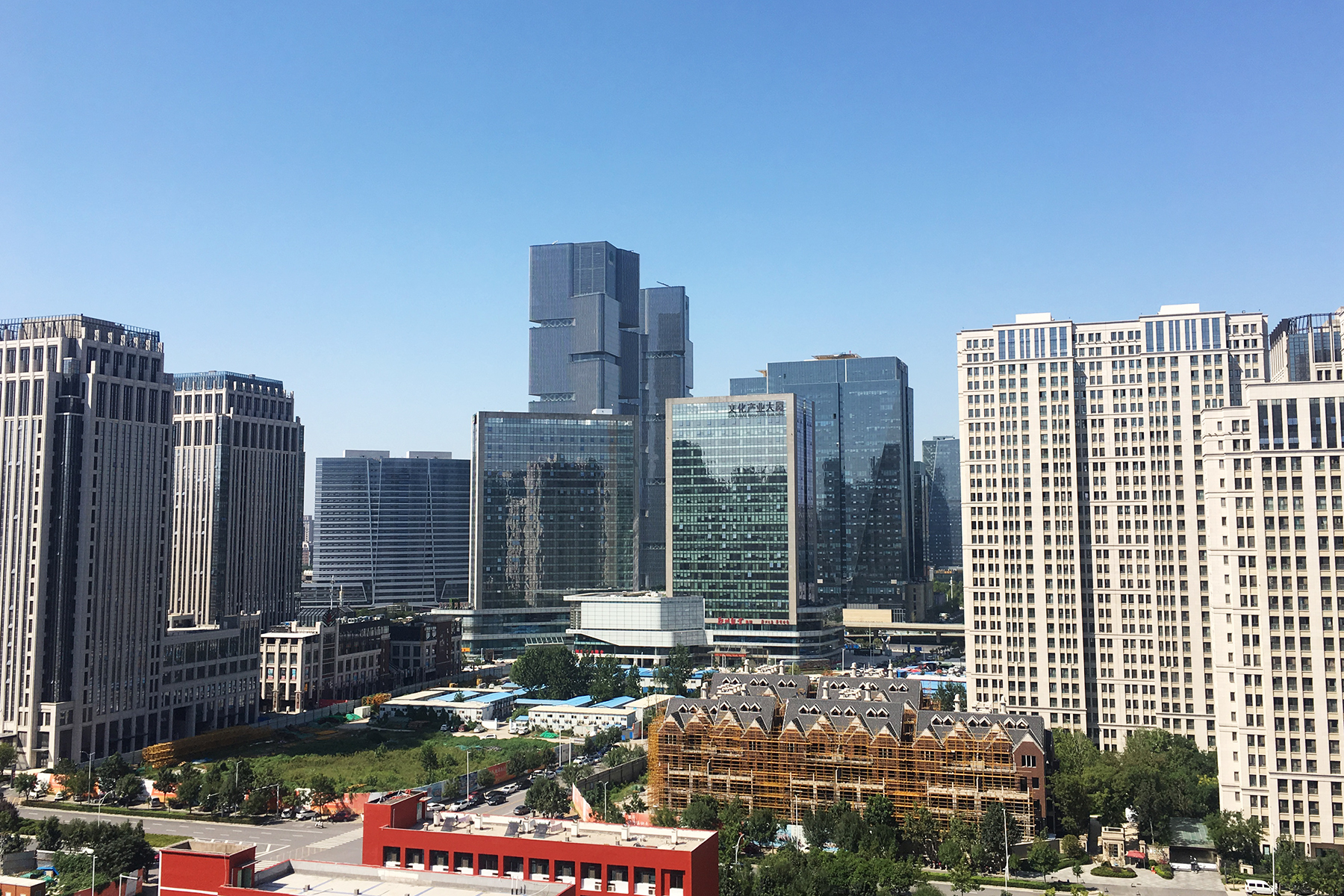
Деловой центр города

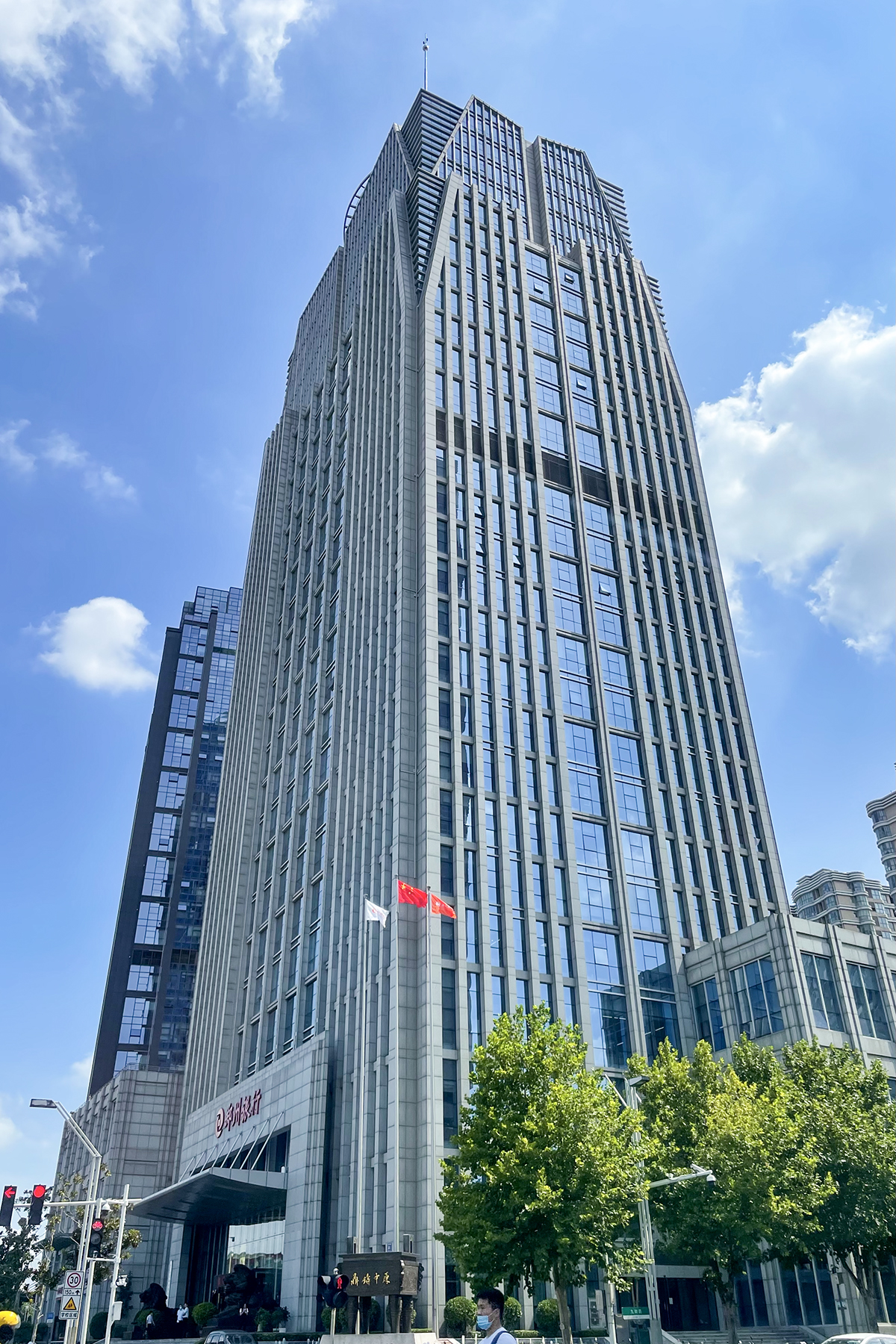
Офис Bank of Zhengzhou

В Чжэнчжоу развиты электронная, автомобильная, хлопчатобумажная, пищевая, химическая промышленность, текстильное и транспортное машиностроение, производство сверхтвёрдых режущих инструментов и строительных материалов. Чжэнчжоу является крупным оптовым рынком зерновых.
В городе базируется крупная сеть кафе Mixue Bingcheng. 

### Промышленность
В городе работают завод тайваньской компании Foxconn, производящий смартфоны iPhone для Apple, автобусные заводы Zhengzhou Yutong Group (Yutong New Energy) и Henan Shaolin Auto, автосборочные заводы японской компании Nissan (легковые и коммерческие автомобили) и китайской компании BYD, завод по производству тоннелепроходческих комплексов China Railway Engineering Equipment Group (CREG), завод по производству оборудования для добычи угля Zhengzhou Coal Mining Machinery Group), завод прохладительных напитков Swire Coca-Cola, химические заводы Henan Energy and Chemical Industry Group, завод автомобильных аккумуляторов Foxconn New Energy Battery.

### Внешняя торговля
Чжэнчжоу является важным логистическим узлом и крупным сухим портом, из которого китайские товары по железной дороге поступают в Европу. По итогам 2020 года из Чжэнчжоу в Европу отправилось свыше 1,1 тыс. поездов, которые перевезли почти 715 тыс. тонн грузов стоимостью около 4,3 млрд долларов США. С 2013 года, когда открылось железнодорожное сообщение Чжэнчжоу — Европа, до начала 2021 года было совершено почти 3,9 тыс. рейсов, доставлено более 2,1 млн тонн грузов стоимостью около 16 млрд долларов США.
С 2016 года, когда Госсовет КНР дал разрешение на создание комплексной пилотной зоны в Чжэнчжоу, город приступил к активному построению «онлайнового Шелкового пути». Ключевую роль в этой программе играют платформа трансграничной электронной коммерции и международные логистические коридоры. Международный аэропорт Чжэнчжоу Синьчжэн вошёл в число 40 крупнейших грузовых аэропортов мира, а сухой порт Чжэнчжоу занял ключевую роль на железнодорожном маршруте Китай — Европа. В 2022 году внешнеторговый оборот провинции Хэнань впервые превысил 850 млрд юаней (125,99 млрд долл. США).

## Транспорт

### Железнодорожный

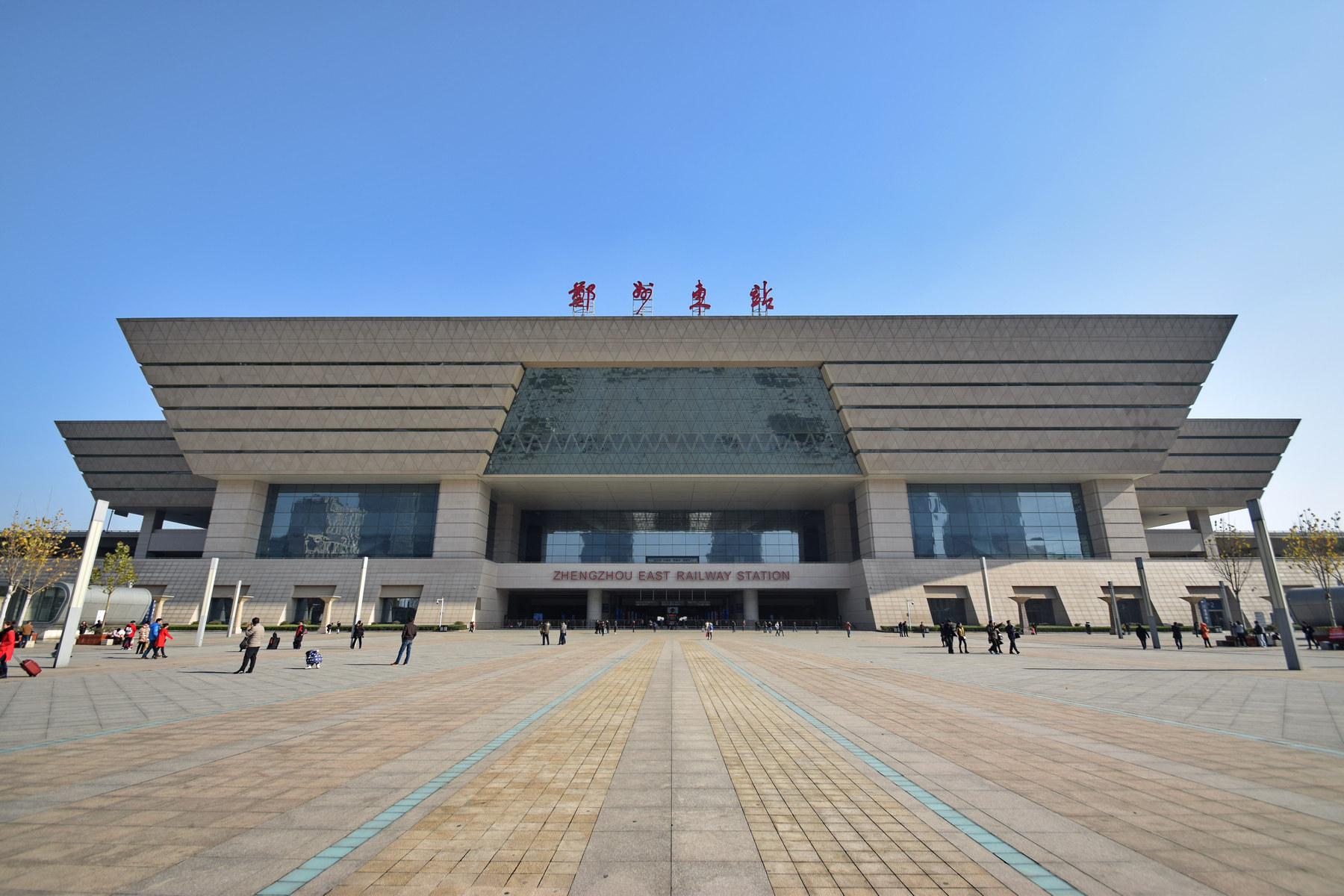
Восточный вокзал

Чжэнчжоу — важный железнодорожный узел, находящийся на пересечении линий Пекин — Гуанчжоу (Beijing–Guangzhou Railway) и Ляньюньган — Ланьчжоу (Longhai Railway). По высокоскоростным железным дорогам из Чжэнчжоу можно добраться до Сианя за 2 часа, до Пекина — за 2,5 часа, до Гонконга — за 7 часов. В июне 2022 года была введена в эксплуатацию 1068-километровая высокоскоростная железная дорога Чунцин — Чжэнчжоу, которая является частью ВСЖД Чунцин — Пекин. 
Ведётся строительство высокоскоростной железной дороги Чжэнчжоу — Ваньчжоу. Проектная скорость движения поездов по ней составит 350 км/ч.
В 2013 году открыта первая (из шести запланированных) линия Чжэнчжоуского метрополитена.
Важное значение имеют грузовые перевозки в страны АСЕАН.

### Авиационный
Город обслуживает международный аэропорт Чжэнчжоу Синьчжэн. За первые 11 месяцев 2021 года объем грузовых и почтовых авиаперевозок в аэропорту Чжэнчжоу увеличился на 11,9 % по сравнению с аналогичным периодом 2020 года до 635 тыс. тонн, из которых 492 тыс. тонн грузов были международными. По итогам 2024 года объем перевозок грузов и почты через международный аэропорт Синьчжэн превысил 800 тыс. тонн. Важное значение имеют грузовые авиарейсы из Чжэнчжоу в Западную Европу и США.

### Автомобильный
Важное значение имеют грузовые автоперевозки из Чжэнчжоу в Казахстан, Кыргызстан и Узбекистан.

## Достопримечательности
В Чжэнчжоу имеются зоопарк, музей города, музей провинции Хэнань, театр Жэньминь, театр Чжэнчжоу, театр Дунфанхун.

## Города-побратимы
Чжэнчжоу является городом-побратимом следующих городов:
- Сайтама, Япония
- Ричмонд, США
- Чинджу, Республика Корея
- Мариенталь, Намибия
- Самара, Россия
- Жоинвили, Бразилия
- Клуж-Напока, Румыния
- Ирбид, Иордания
- Шверин, Германия
- Шумен, Болгария
- Неаполь, Италия
- Могилёв, Белоруссия
- Кривой Рог, Украина